# Cadell
Se conoce como cadells a un bando o facción político-civil-militar catalán cuyos orígenes se remontan a la familia de Cadell, señores de Aransa y Prullans, conocidos como defensores de la casa de Montcada, que quería librarse de la jurisdicción episcopal y que operó en el Principado de Cataluña entre 1580 y 1630, en oposición a los nyerros. Tomó su nombre de Joan Cadell, noble del Alto Urgel, rival de Tomás de Banyuls, señor de Nyer.
Estaba formada por bandoleros con apoyo de obispos y población urbana, representaba a la mitad de la clase noble de la época y defendía los intereses y territorios de estos, los de estamentos religiosos y también los de los habitantes de las zonas urbanas en conflicto con los nyerros, una facción opuesta que defendía los intereses de la otra parte de los nobles catalanes y a los agricultores.

## Origen
La palabra cadell, que significa "cachorro" en catalán, daba nombre a esta facción que se creó para defender a los nobles y todos los estamentos favorables a la monarquía hispánica. Su fundador fue el sub-veguer de la región de Batllia-Baridà y barón de Arseguell, Joan o Joanot Cadell i Solanell, en cuyo escudo señorial había tres cachorros de perro.
Tenían su sede en el castillo del barón en Arseguell, una fortaleza del desfiladero de Baridà, entre Bellver de Cerdaña y la Seo de Urgel, y en la Torre de Cadell, una masía fortificada situada entre Coborriu de Bellver, Bor y Beders.

## Símbolos
Portaban en sus vestimentas una insignia con la figura de un cadell (cachorro de perro).

## Acciones
Se dedicaban al robo de ganado, quema y destrucción de cultivos de los payeses favorables a los nyerros.

## Algunos integrantes del bando Cadell
- Joan Cadell i Solanell (barón)
- Robuster de Vich (Obispo de Vich)
- Galceran Cadell "el Bastard" (Bastardo)
- "El Minyó" (Muchacho) de Montellà
- Joan Marfarner "Barrabam" (Barrabás)
- "Cua de Llop" (Cola de Lobo)
- Vicenç Tasquer
- Perot Millet "Lo Milletó"
- Gabriel Torner "Boca Negra"